# Arie Stramrood
Arie (Arnoldus) Stramrood (Doorn, 27 december 1918 – Overveen, 16 juli 1944) was een Nederlandse verzetsstrijder tijdens de Tweede Wereldoorlog.
Stramrood was elektricien en monteur. Samen met Frits Smit en Lambertus Wildschut was Stramrood op 11 maart 1944 verantwoordelijk voor de liquidatie van de politieman Hendrik Huizing in Beilen. Hij nam verder onder meer deel aan de overval op het Huis van Bewaring I te Amsterdam (14-15 juli 1944). Hij werd op 16 juli 1944 in de duinen bij Overveen gefusilleerd. Onder de dertien andere mannen die op die dag werden geëxecuteerd was onder meer de bekende verzetsstrijder Johannes Post. De meeste slachtoffers werden in een massagraf in de duinen begraven. Arie Stramrood is later herbegraven op de Algemene Begraafplaats te Zeist, vak B, nummer 628.